# Peter Bardehle
Peter Bardehle (* 22. November 1960) ist ein deutscher Filmemacher, Regisseur, Produzent und Journalist. Er ist Eigentümer der Produktionsgesellschaft Vidicom Media GmbH mit Sitz in Hamburg.

## Leben
Peter Bardehle schloss die Henri-Nannen-Schule für Journalismus ab und arbeitet hauptsächlich für Tageszeitungen. Von 1986 bis 1993 arbeitete er als Journalist und Produzent sowie Sprecher für die ARD und das ZDF. Er gründete seine eigene Produktionsgesellschaft Vidicom und leitete die Sat1 Dokumentationsredaktion von 1994 bis 1996.
Peter Bardehle schloss 1987 an der Universität München seinen Master ab und arbeitete ein Jahr im UN-Hauptquartier in New York. Er erlangte seinen Doktorgrad bei Jürgen 
Schwarz an der Universität der Bundeswehr München zum Thema UN peacekeeping.
Mit Vidicom produzierte er unter anderem die  Arte-Dokumentationsreihe Deutschlands Küsten und die Kinofilme Die Nordsee von oben und Rheingold – Gesichter eines Flusses.